# Alexander Petrowitsch Iswolski

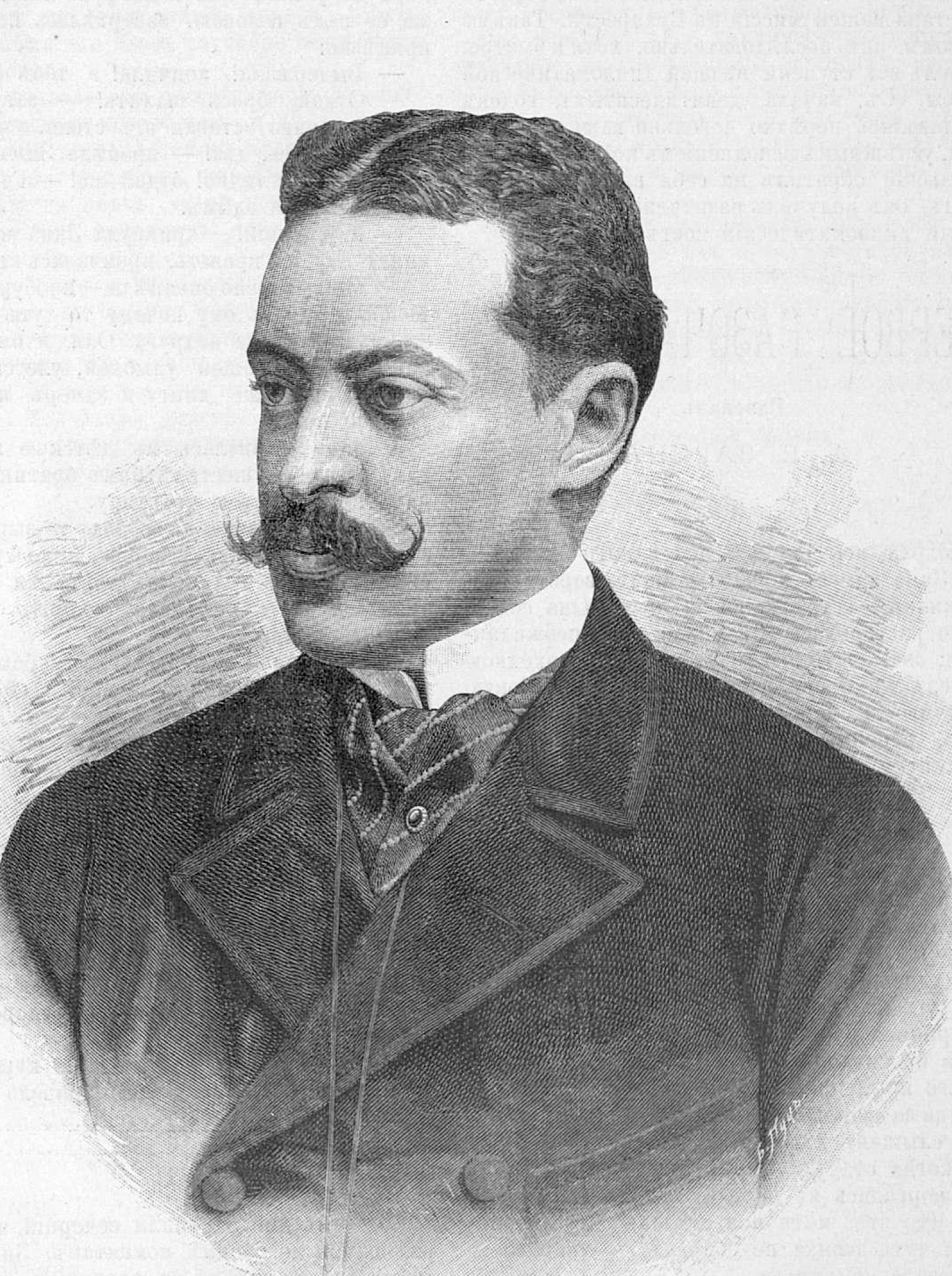
Alexander Petrowitsch Iswolski (1894)

Alexander Petrowitsch Iswolski (russisch Александр Петрович Извольский; * 6. Märzjul. / 18. März 1856greg. in Moskau; † 16. August 1919 in Paris) war russischer Diplomat und Außenminister.

## Leben
Iswolski entstammte dem Kleinadel und war zunächst russischer Gesandter in Belgrad (1897), München (1897–1899), Tokio (1899–1903) und Kopenhagen (1903–1906) gewesen, bevor er 1906 von Zar Nikolaus II. zum Außenminister berufen wurde.
Vertrag von Sankt Petersburg

Iswolski vertrat einen Bündniskurs mit Großbritannien, den er im August 1907 mit einem Abkommen (Vertrag von Sankt Petersburg) verwirklichte, das Streitfragen zwischen den beiden Mächten in Afghanistan, Persien und Tibet löste („The Great Game“).
Abkommen von Buchlau

Im September 1908, bei den Geheim-Verhandlungen im Vorfeld der Bosnischen Annexionskrise, schloss er im Auftrag des Zaren mit Alois Lexa von Aehrenthal ein Geheimabkommen, dass zum einen die Anerkennung der Oberherrschaft Österreich-Ungarns über Bosnien, zum anderen die Unterstützung der k.u.k. Doppelmonarchie bei der Durchsetzung eines erweiterten Durchfahrtsrechts russischer Kriegsschiffe durch die Dardanellen festlegte (Abkommen von Buchlau). Nach den Protesten russischer Nationalisten und der Ablehnung Großbritanniens dementierte Iswolski die Einigung und behauptete, von Aehrenthal hinters Licht geführt worden zu sein. Christopher Clark ist der Auffassung, dass Iswolski gelogen habe, um seinen Posten zu retten, nachdem er seine Fehleinschätzung der öffentlichen Meinung und bei seinem Besuch in London seine Fehleinschätzung der Reaktion Großbritanniens erkannt hatte.
Abkommen von Racconigi

Im Oktober 1909 schloss er mit Italien das sogenannte Abkommen von Racconigi, in dem sich beide Länder zur Aufrechterhaltung des status quo auf dem Balkan verpflichten. Die weiteren Verhandlungen rund um die Krisen auf dem Balkan brachten für Russland jedoch vor allem Misserfolge, so dass Iswolski im September 1910 vom Posten des Außenministers zurücktrat. Anschließend war er bis 1917 Botschafter in Paris, wo er entschieden das Bündnis der späteren Alliierten des Ersten Weltkrieges gegen das Deutsche Reich verteidigte. Kaiser Wilhelm II. zitierte ihn mit den Worten: «Je suis le père de cette guerre.», deutsch: „Ich bin der Vater dieses Krieges.“ Im Exil in Frankreich verbleibend, gehörte er zu den Unterstützern einer Militärintervention gegen Sowjetrussland.